# Christian Varone
Pour les articles homonymes, voir Varone (homonymie).
Christian Varone, né à Savièse le 19 août 1963, est une personnalité politique valaisanne, membre du Parti libéral-radical, et commandant de la police cantonale valaisanne.

## Biographie
Colonel dans l'armée suisse, titulaire d'une licence en droit et d'un brevet d'avocat, il exerce d'abord la profession d'avocat, puis de greffier au Tribunal cantonal du Valais. Il prend ensuite la direction des Établissements pénitentiaires valaisans. Il siège trois ans au Conseil communal (exécutif) de Savièse.  
Il commande la police cantonale valaisanne depuis le 1er septembre 2007. Il est celui qui dirige les secours après l'accident du tunnel de Sierre en mars 2012. Selon la presse, il gère cet accident de manière exemplaire.  
Le 27 juillet 2012, il est arrêté en Turquie pour avoir emporté dans ses bagages une pierre archéologique lors d'un voyage familial,,. Il sera condamné le 19 mars 2013 à 1 an de prison avec sursis par la justice turque pour avoir tenté de voler un vestige archéologique.
Le 6 septembre 2012, il est désigné par son parti pour être le candidat officiel pour l'élection au Conseil d'État du 3 mars 2013,,. Son chef de campagne est Philippe Nantermod. Au premier tour des élections, il est distancé par plusieurs milliers de voix d'écart et jette l'éponge au profit de Léonard Bender. 
Le 27 mars 2013 il est reconduit dans ses fonctions de chef de la police valaisanne.
Il est marié et père de famille. 

## Sources
- Site officiel